# 공기펌프자리 제타1
공기펌프자리 제타1은 남반구 하늘 공기펌프자리 방향에 있는 항성계이다. 시차 자료에 따르면 제타1 항성계는 지구와 약 410 광년 떨어져 있다. 제타1을 구성하는 두 별 모두 A형 주계열성이며 빠르게 자전하고 있다. 밝은 쪽인 공기펌프자리 제타1 B의 겉보기 등급은 +6.20이며 어두운 동반성 공기펌프자리 제타1 A는 +7.01이다. 두 별은 8.042 초각 떨어져 있다. 두 별을 합친 밝기는 +5.76으로 밤하늘에서 맨눈으로 어둡게 보일 수준이다.